# Карбонат таллия(I)
Карбонат таллия(I) — неорганическое соединение, соль металла таллия и угольной кислоты с формулой Tl2CO3, бесцветные кристаллы.

## Получение
- Взаимодействие углекислого газа с гидроксидом таллия в этаноле:

{\displaystyle {\mathsf {2TlOH+CO_{2}\ {\xrightarrow {}}\ Tl_{2}CO_{3}\downarrow +H_{2}O}}}

## Физические свойства
Карбонат таллия(I) образует бесцветные кристаллы моноклинной сингонии, пространственная группа C 2/m, параметры ячейки a = 1,2486 нм, b = 0,5382 нм, c = 0,7530 нм, β = 122,35°, Z = 4. Растворяется в воде, не образует кристаллогидратов.

## Химические свойства
- Разлагается при нагревании:

{\displaystyle {\mathsf {Tl_{2}CO_{3}\ {\xrightarrow {300-360^{o}C}}\ Tl_{2}O+CO_{2}}}}
- Водный раствор имеет щелочную реакцию из-за гидролиза по аниону:

{\displaystyle {\mathsf {CO_{3}^{2-}+H_{2}O\ \rightleftarrows \ HCO_{3}^{-}+OH^{-}}}}
- Реагирует с кислотами:

{\displaystyle {\mathsf {Tl_{2}CO_{3}+2HCl\ {\xrightarrow {}}\ 2TlCl+CO_{2}+H_{2}O}}}
- Водные растворы поглощают углекислый газ из воздуха[1]:

{\displaystyle {\mathsf {Tl_{2}CO_{3}+CO_{2}+H_{2}O\ {\xrightarrow {}}\ 2TlHCO_{3}\downarrow }}}